# Terminus
Terminus, numită de asemenea și Casa Fundației, scrisă de Isaac Asimov, este o planetă aflată la periferiile Imperiului Galactic. Această planetă este sediul principal al Fundației, organizată de către matematicianul Hari Seldon. Odinioară pustie, această planetă lipsită de resurse devine acum o sursă vitală de informație pentru atenuarea căderii civilizației umane. Resursele planetare sunt limitate, minereul metalifer fiind foarte rar, de aceea Fundația importă fier și nichel de pe planetele apropiate. În timpul crizei Anacreoniene, Terminus devine ținta flotei planetare a lui Wienis, unchiul regelui Leopold.